# Biserica de lemn din Prodănești

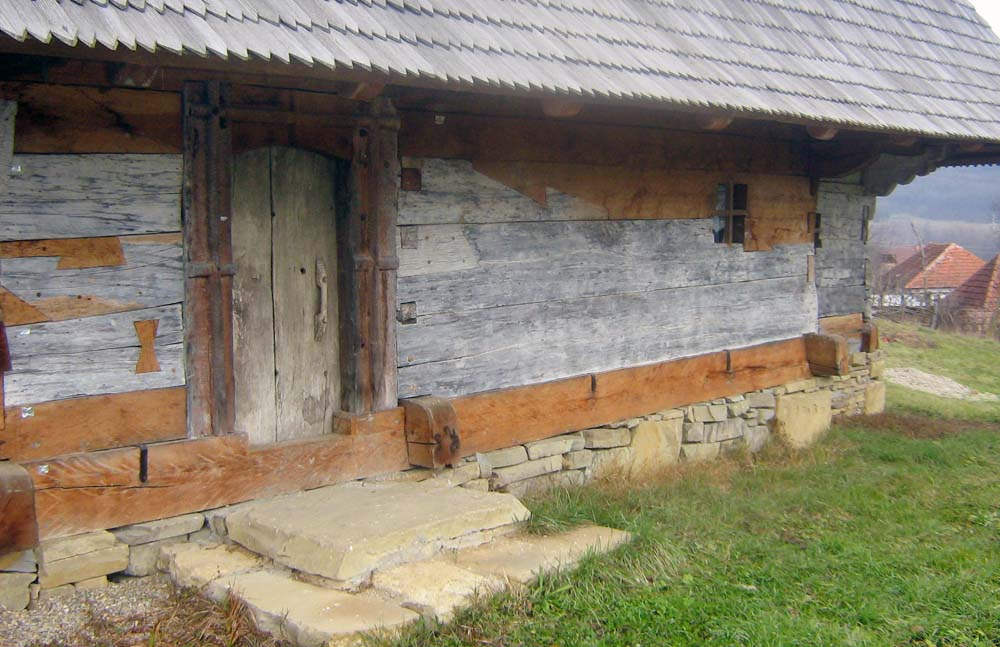
Intrarea de pe latura de sud. Nuanțele diferite ale lemnelor trădează amploarea ultimei restaurări. 2007

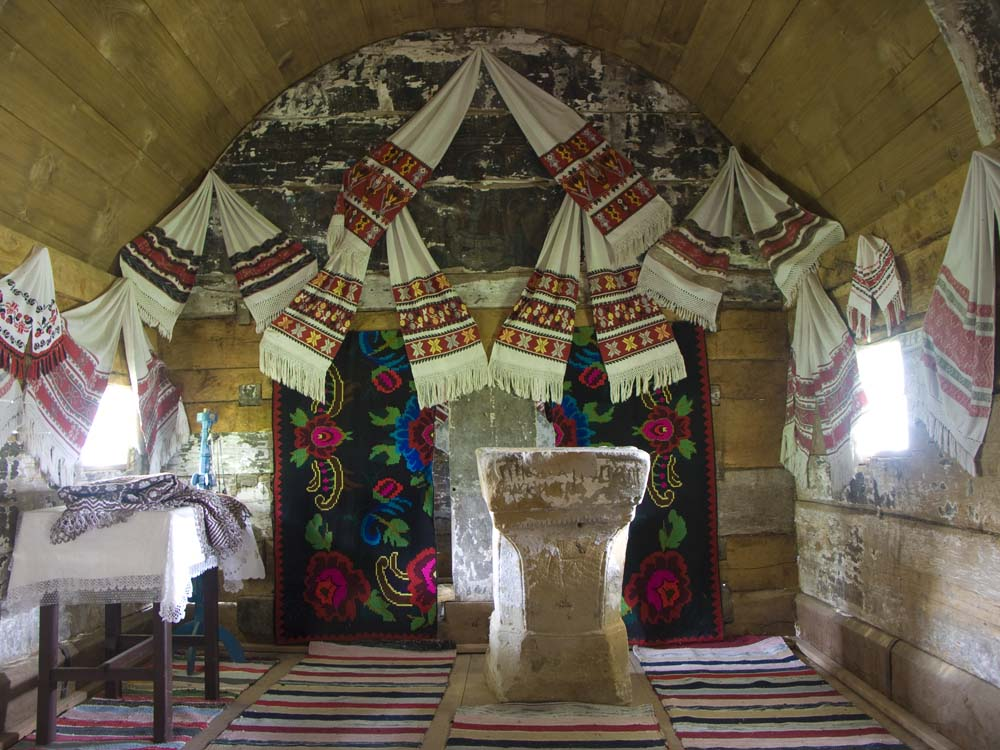
Interiorul navei. 2008

Biserica de lemn din Prodănești se află în localitatea omonimă din județul Sălaj și datează din anul 1739. Biserica se află pe noua listă a monumentelor istorice sub codul LMI: SJ-II-m-B-05099.

## Istoric
Biserica Sf. Gheorghe din Prodănești este datată din anul 1739 prin inscripția de pe prestolul de piatră: "1739 de căndu sau... Să să știe cine au făcut această sfăntă beserecă din pajiște Gheorghie și cu ... a lui și clopotul în cu acelui Ghe[orghie] cu Tirilă și Dumitru".
Episcopul Petru Aron notează în vizita sa în Prodănești în anul 1756 o „beserică bună, cu paie acoperită, odăjdi, potir și alte de lipsă bune, țintirimu nu pre iera pentru că zice că li voie să corniască și să șindilească besereca”.
Biserica a fost renovată în 1939 și restaurată între 1999-2005, când a fost și strămutată pe actualul amplasament.

## Imagini

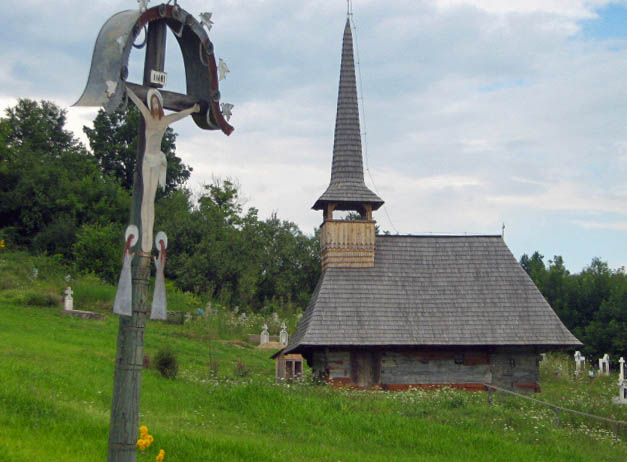
Latura de sud, 2006
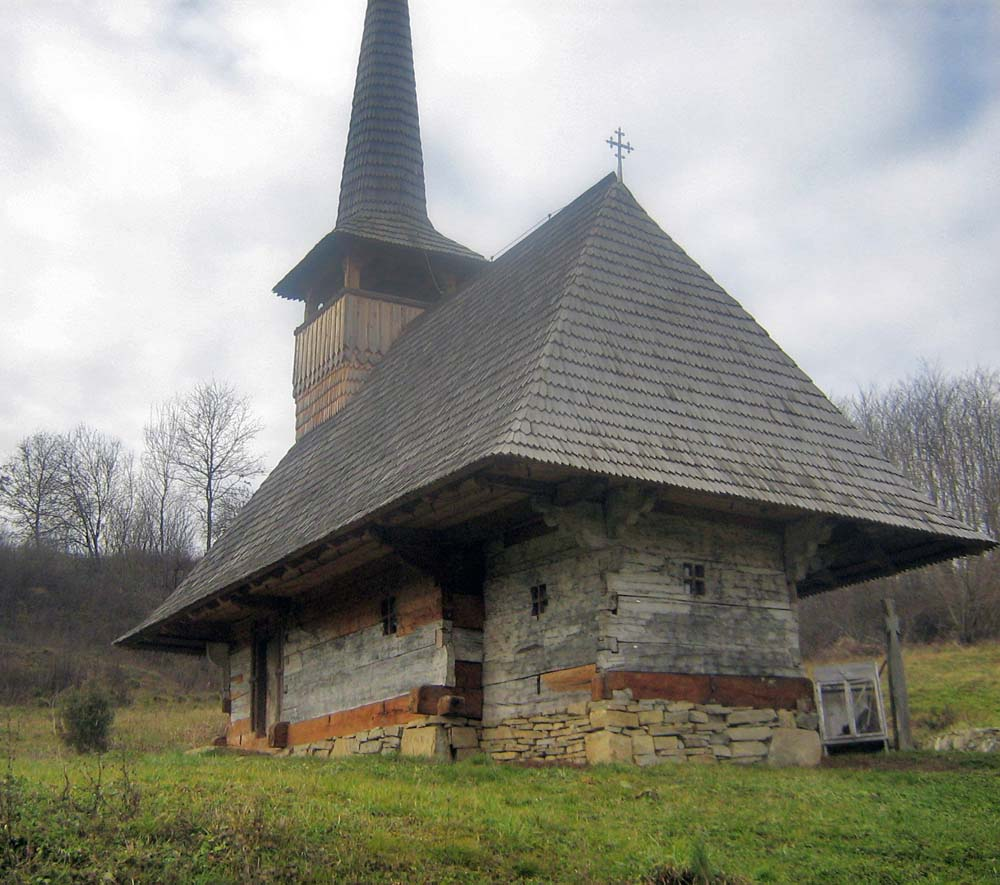
Dinspre răsărit, 2007
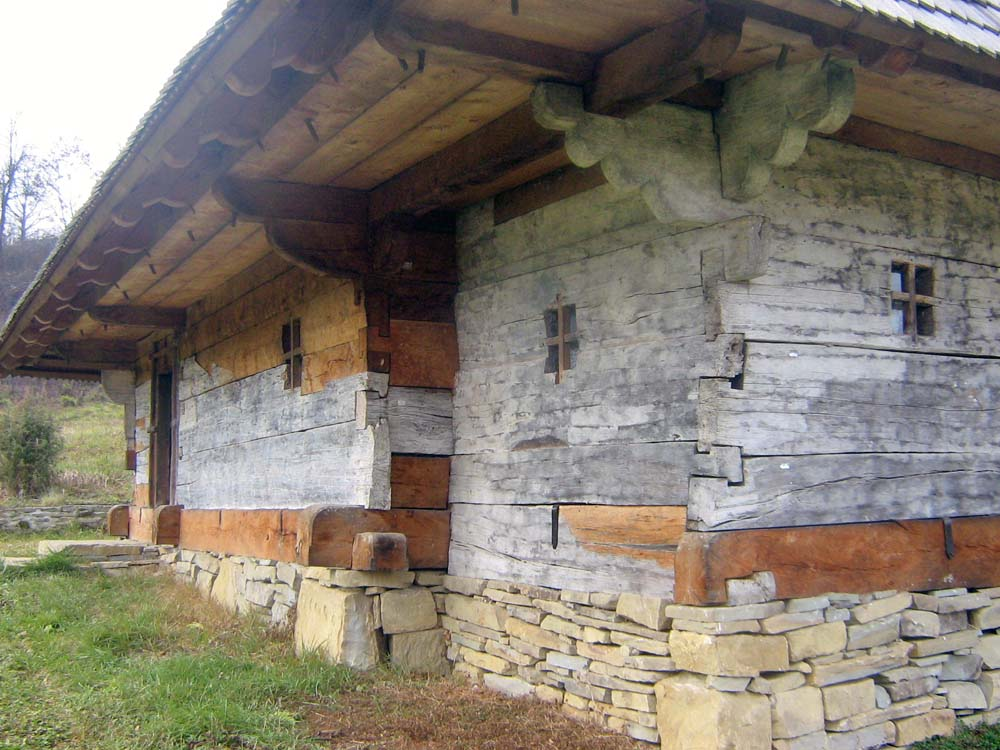
Pereții de sud ai altarului și bisericii, 2007
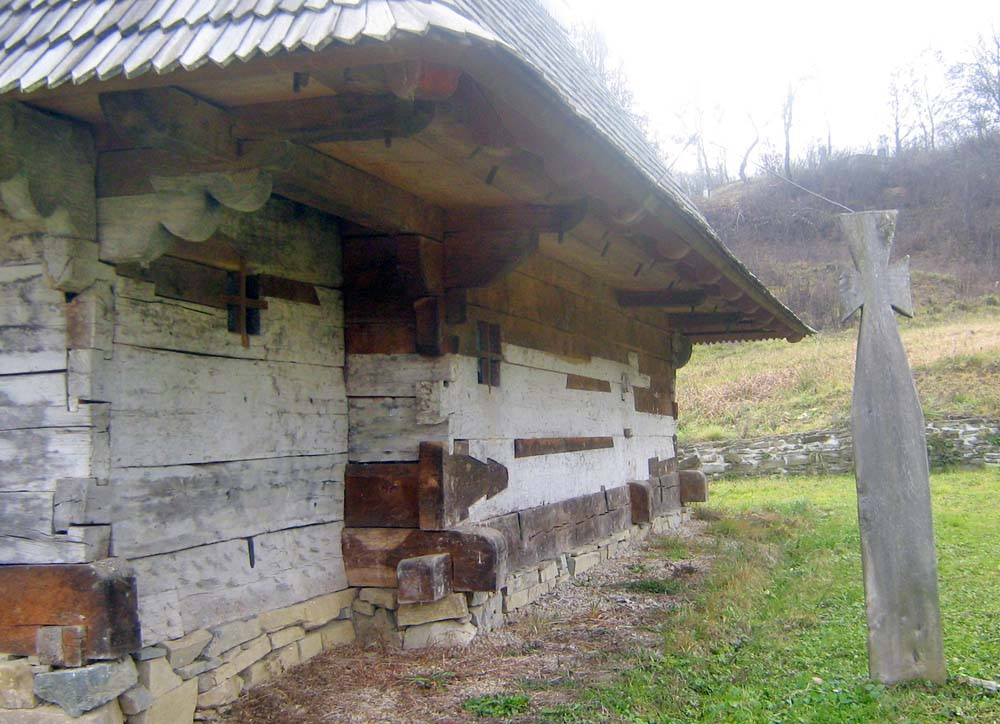
Pereții dinspre nord, 2007
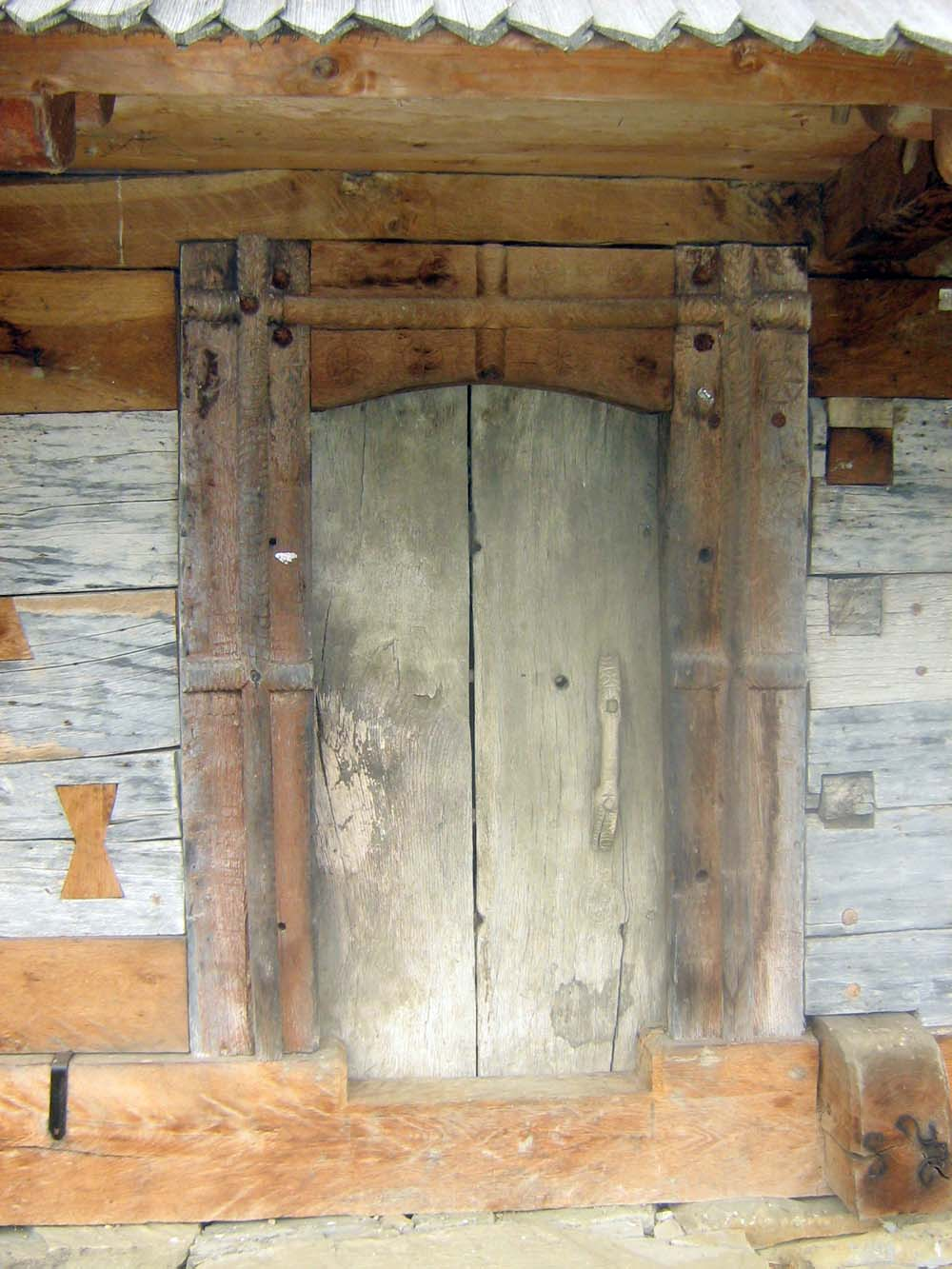
Portalul intrării, 2007
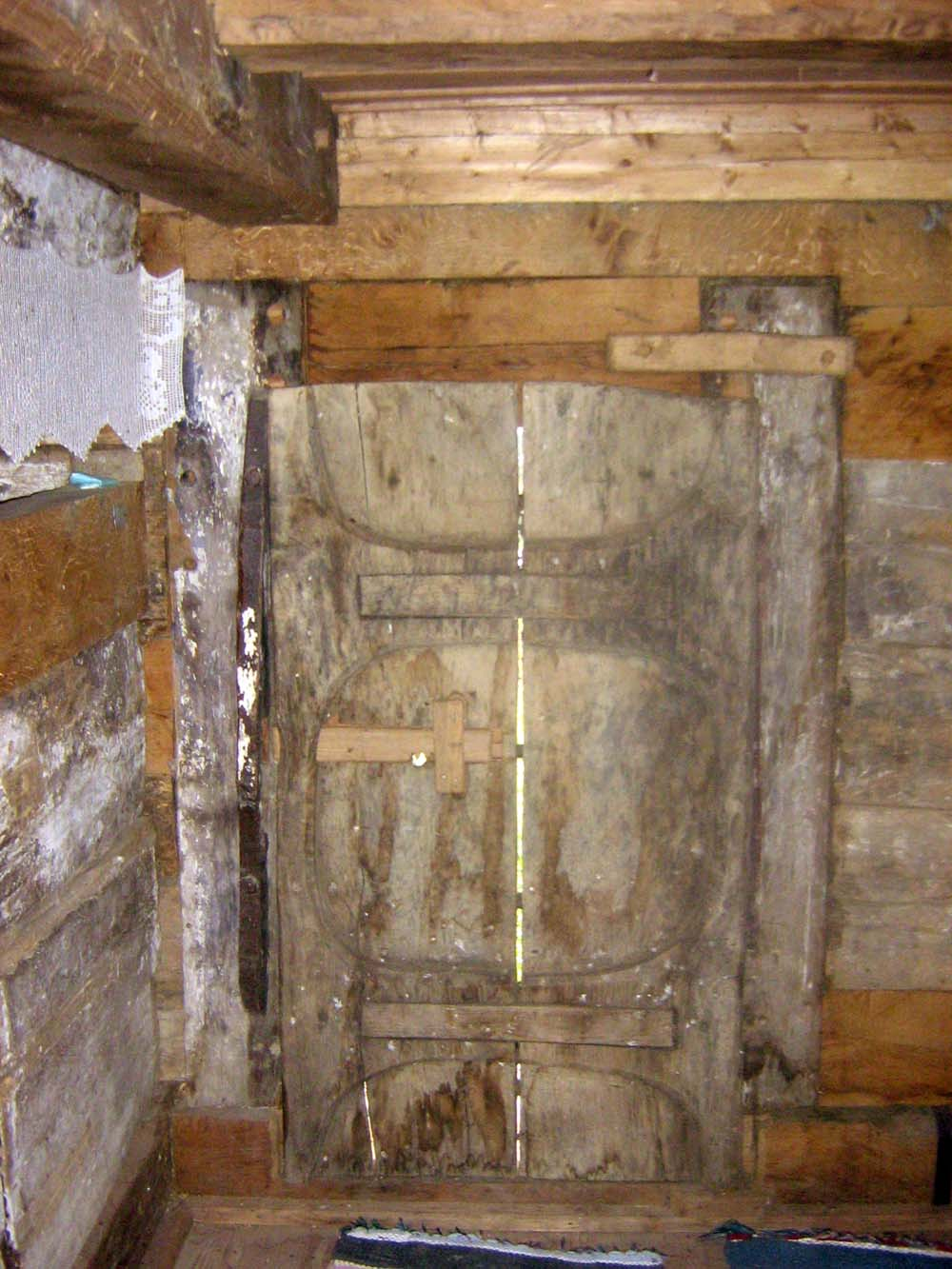
Dosul ușii la intrare, în pronaos, 2007
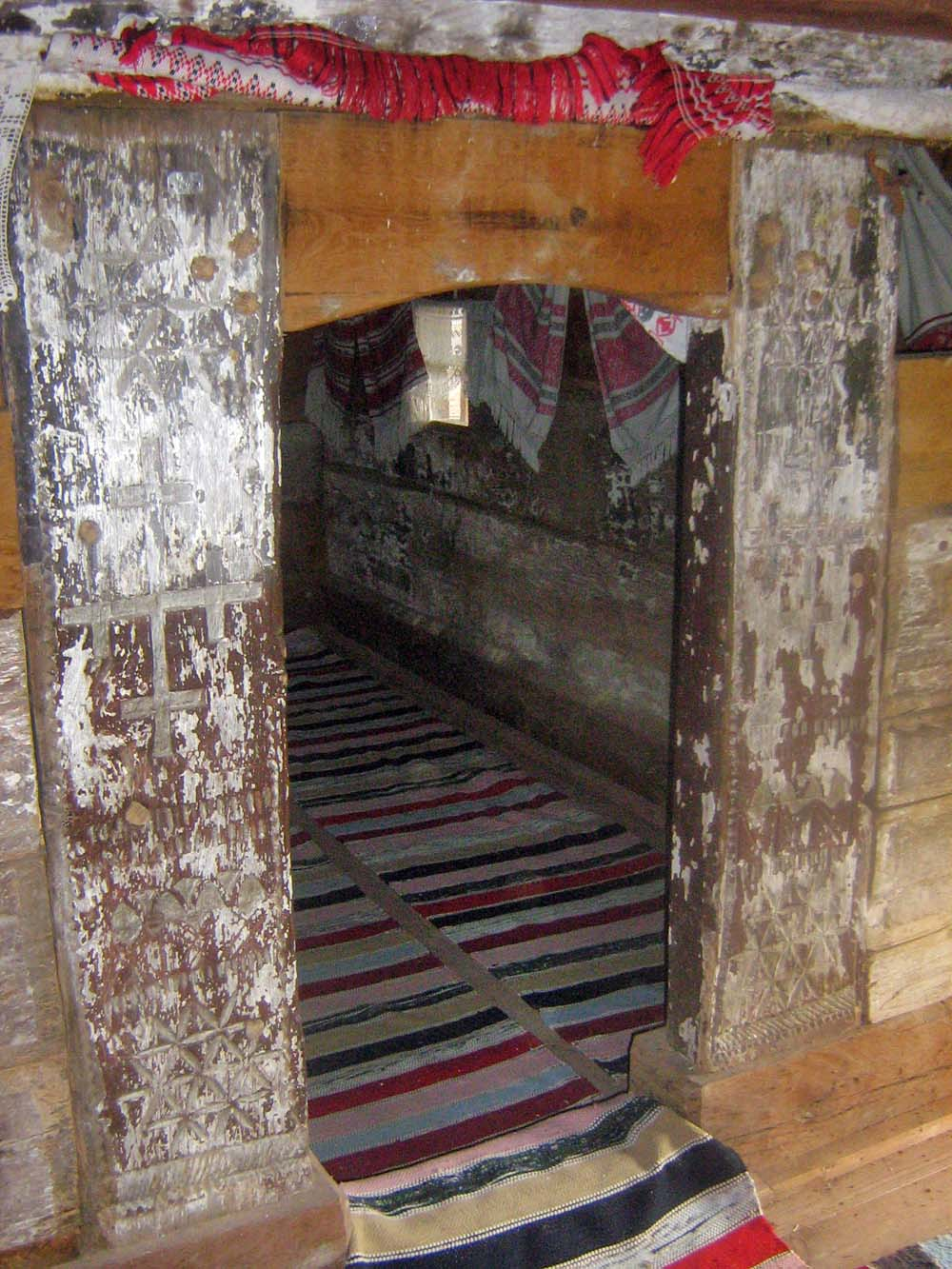
Portalul intrării în navă, 2007
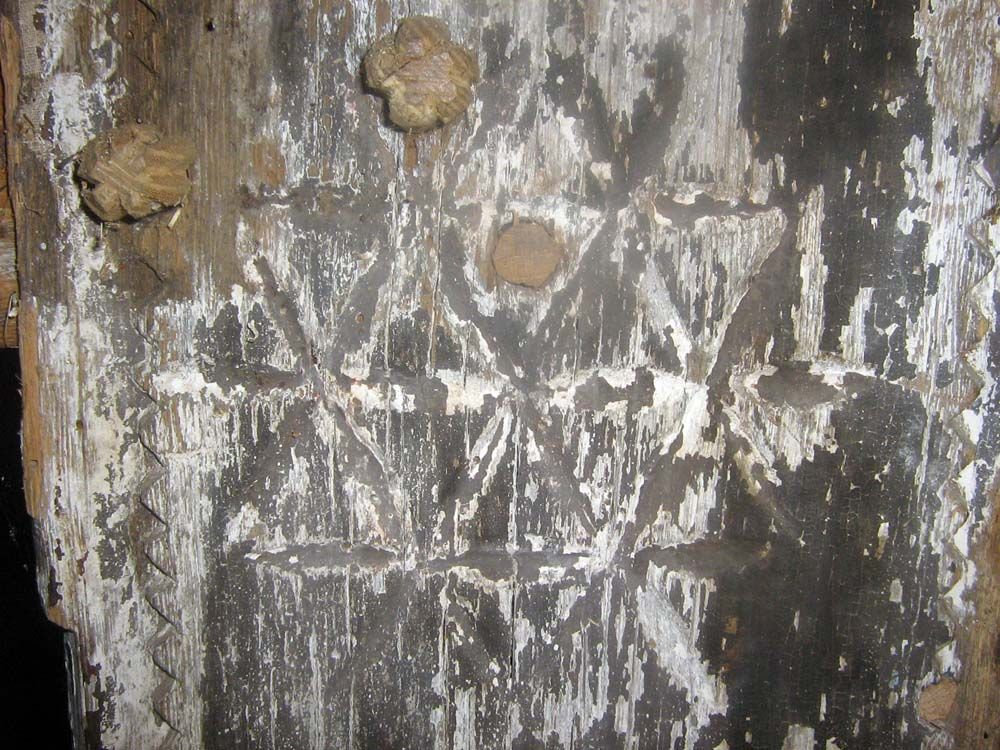
Detaliu de pe portalul navei, 2007
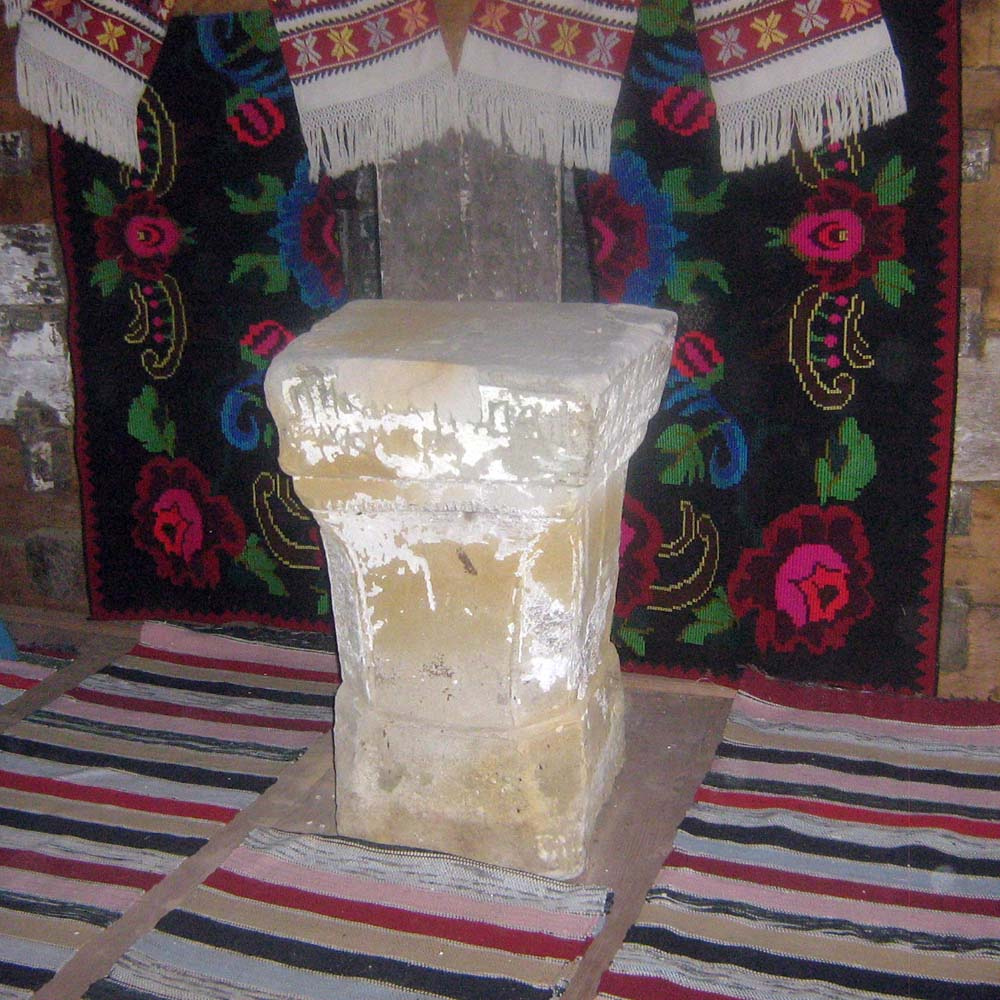
Prestolul de piatră din altar, 2007
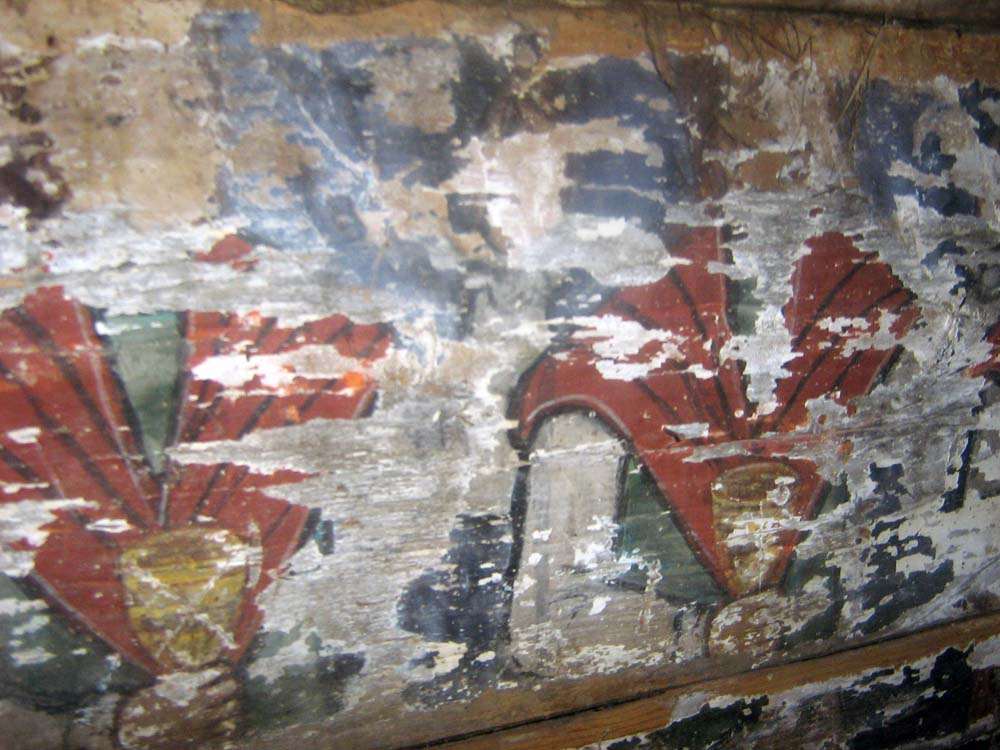
Fragment de pictură murală interioară, 2007

## Imagini (ianuarie 2009)

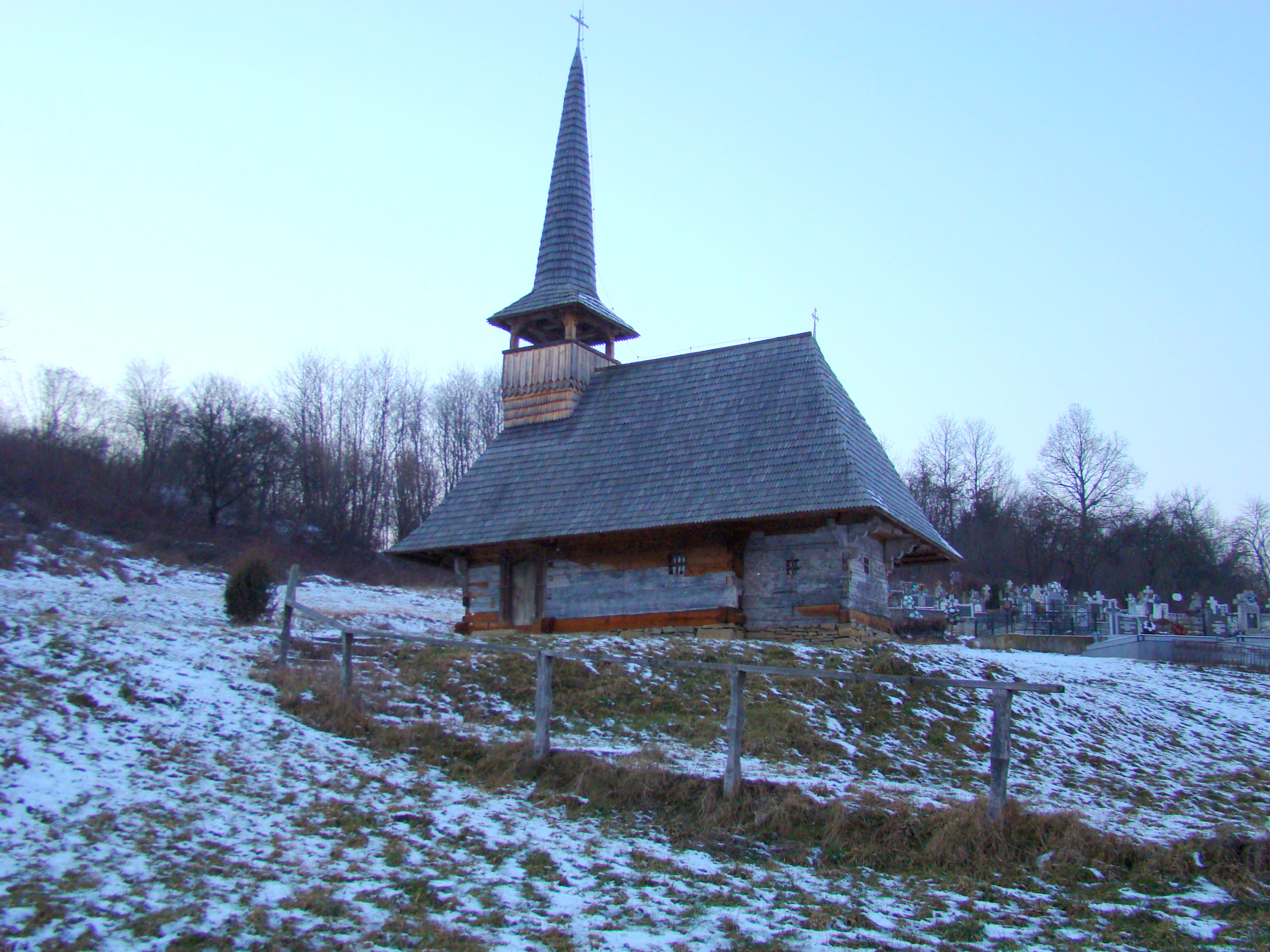
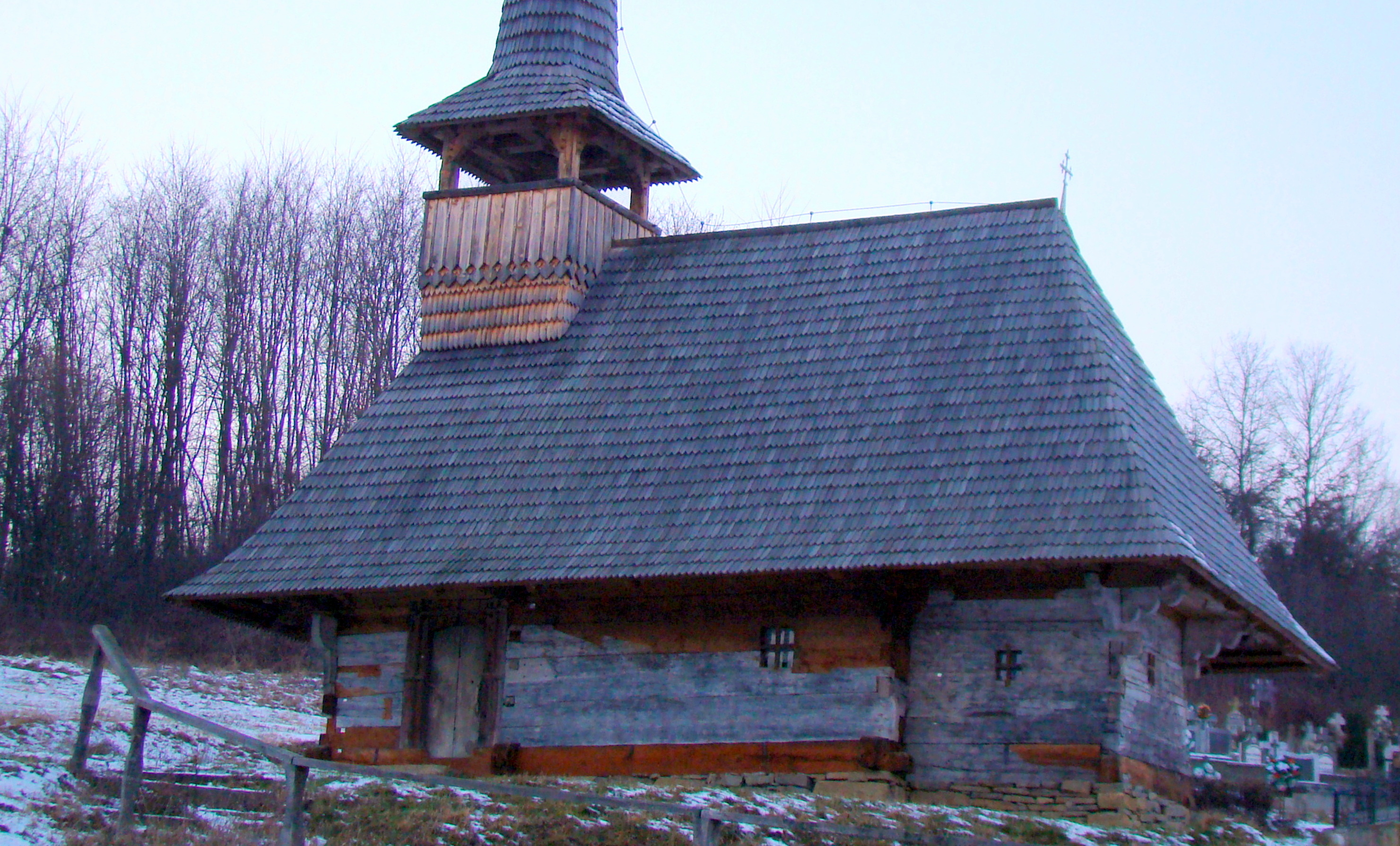
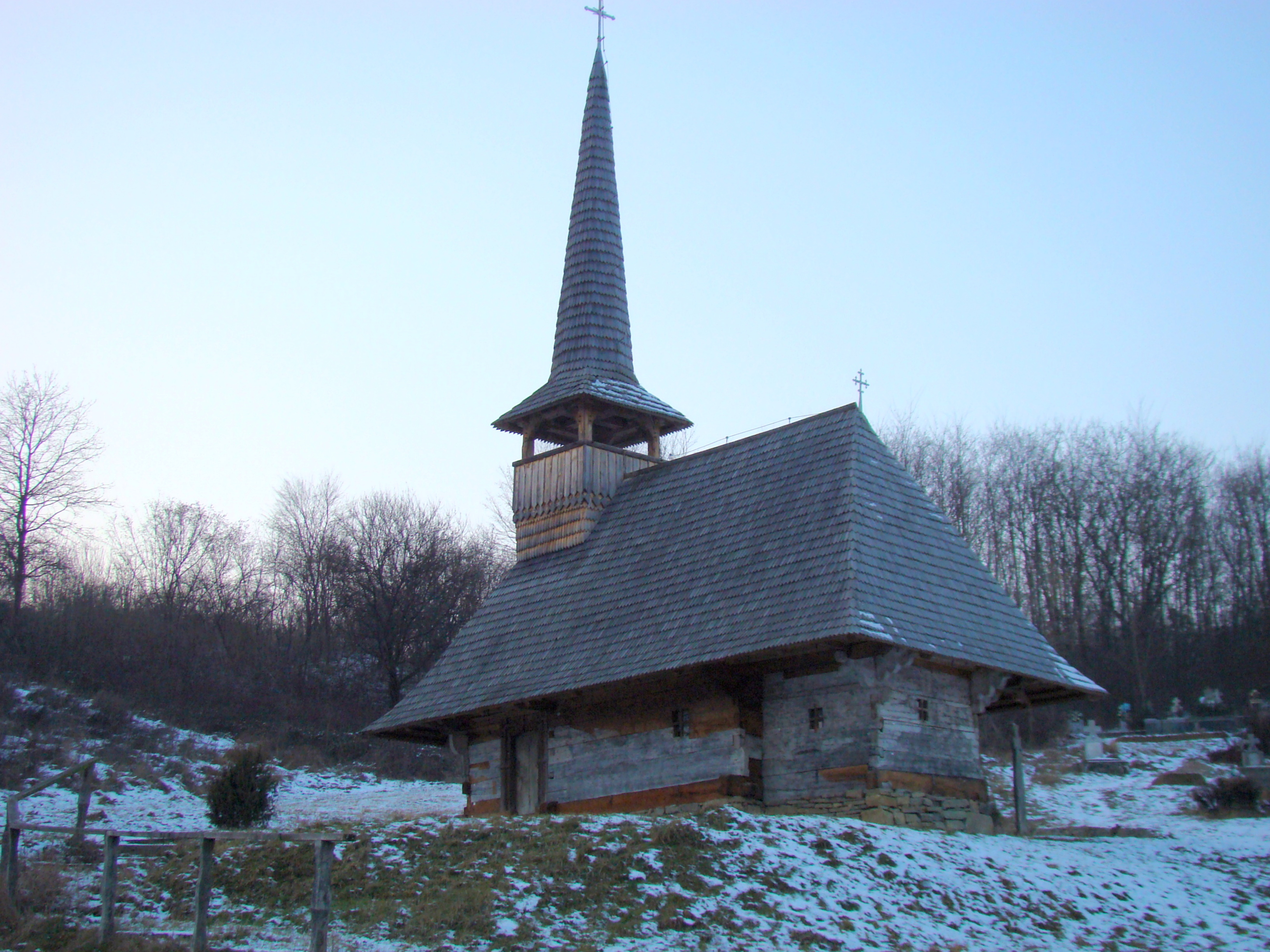
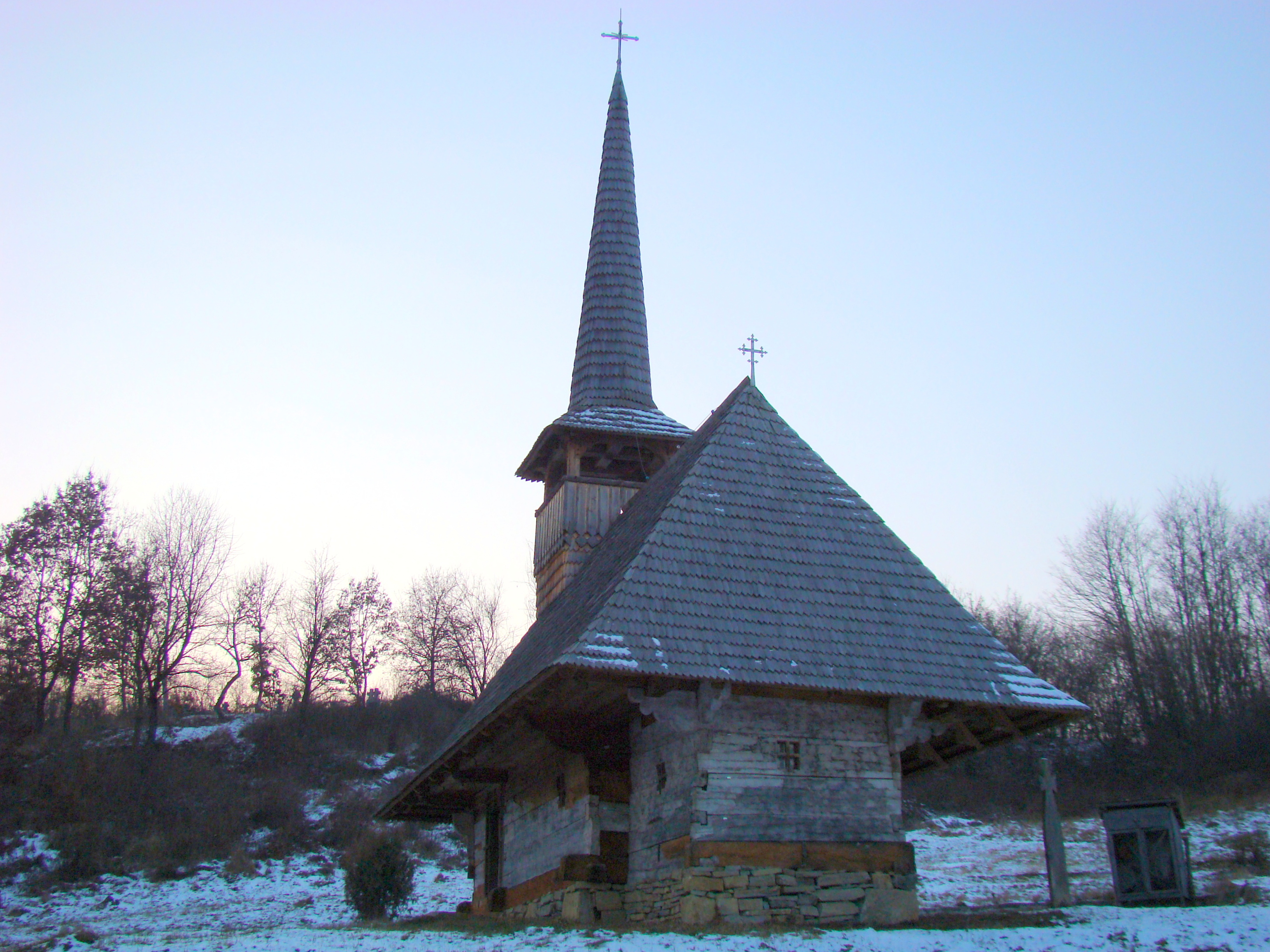
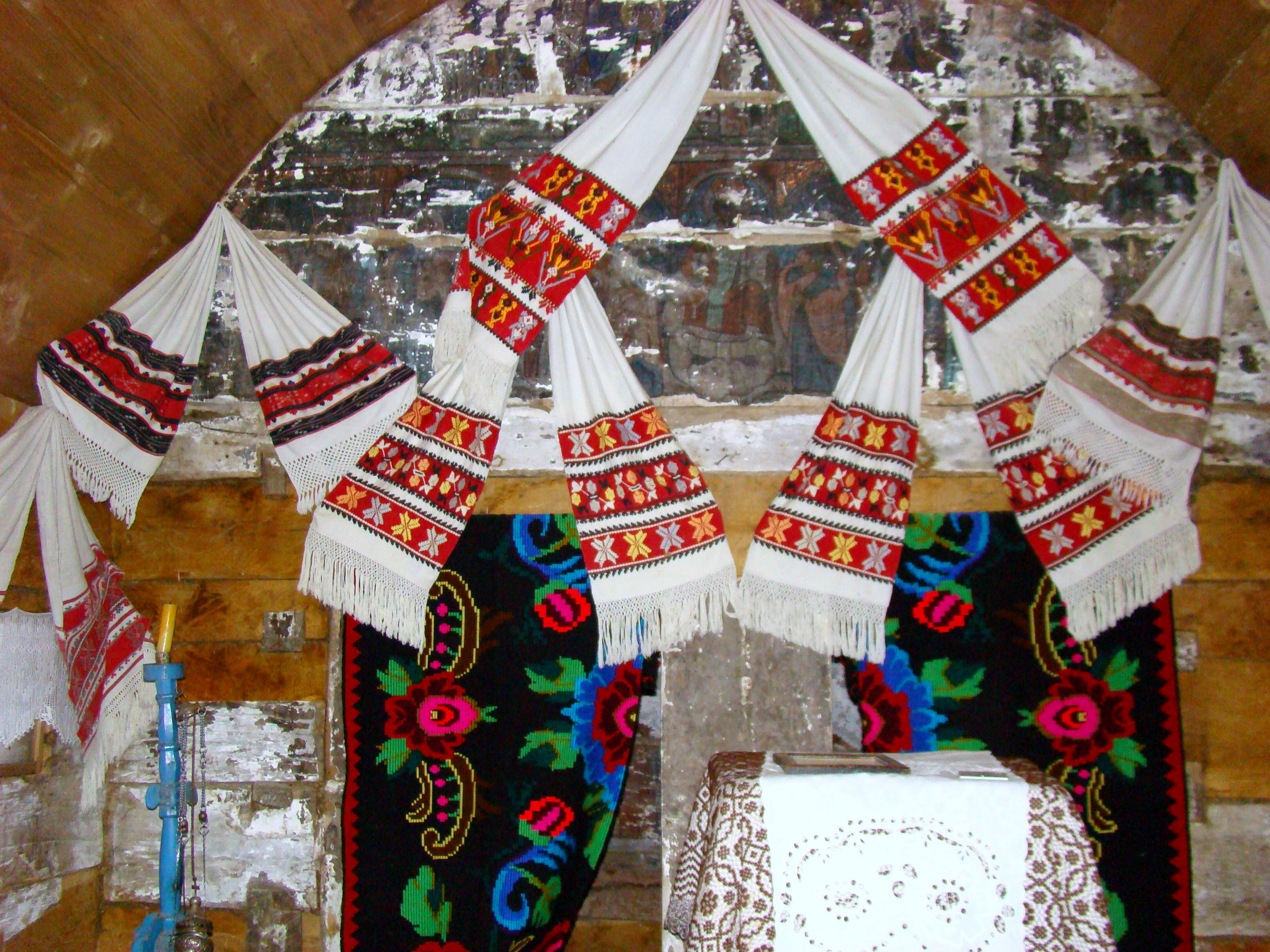
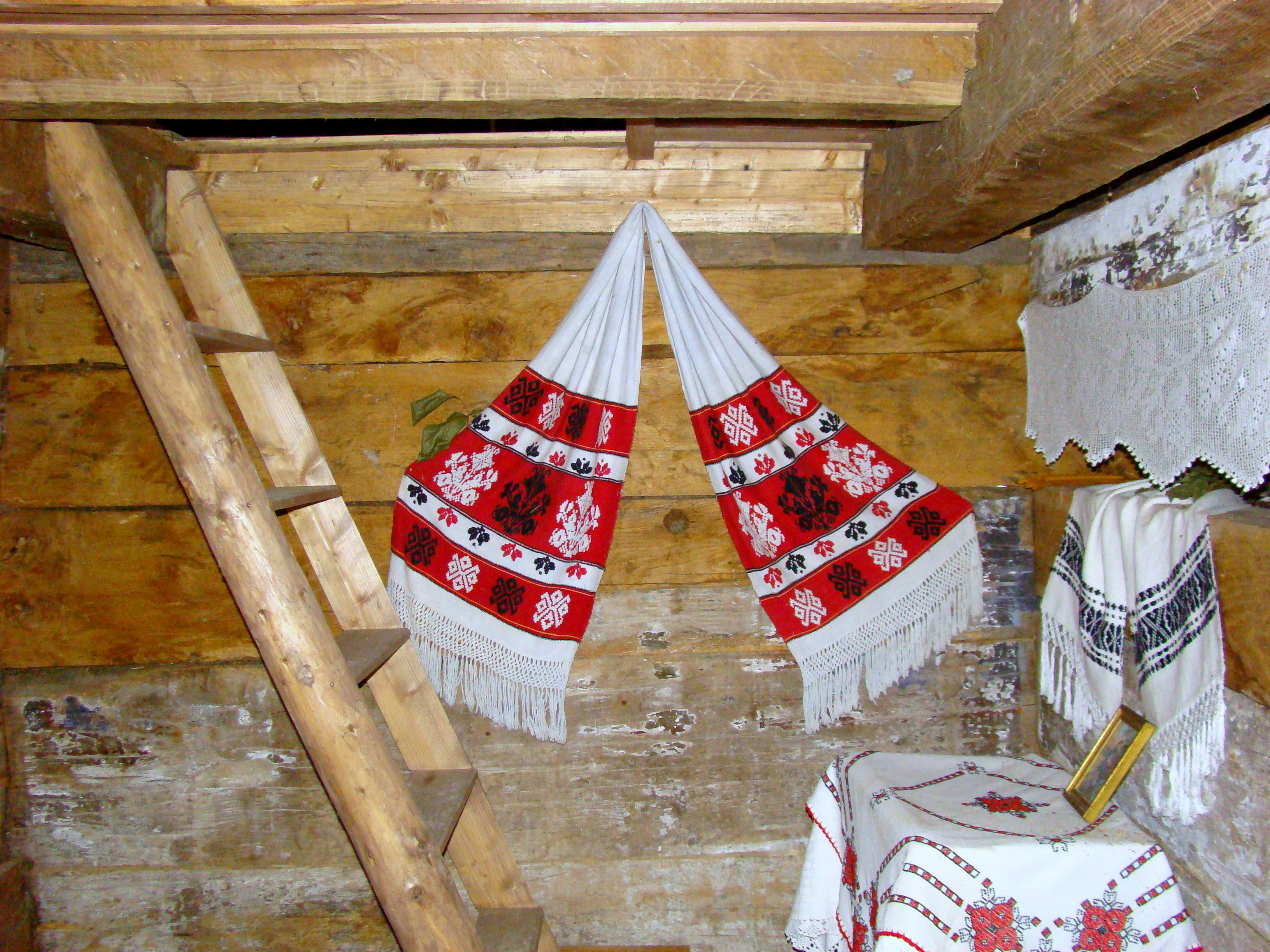
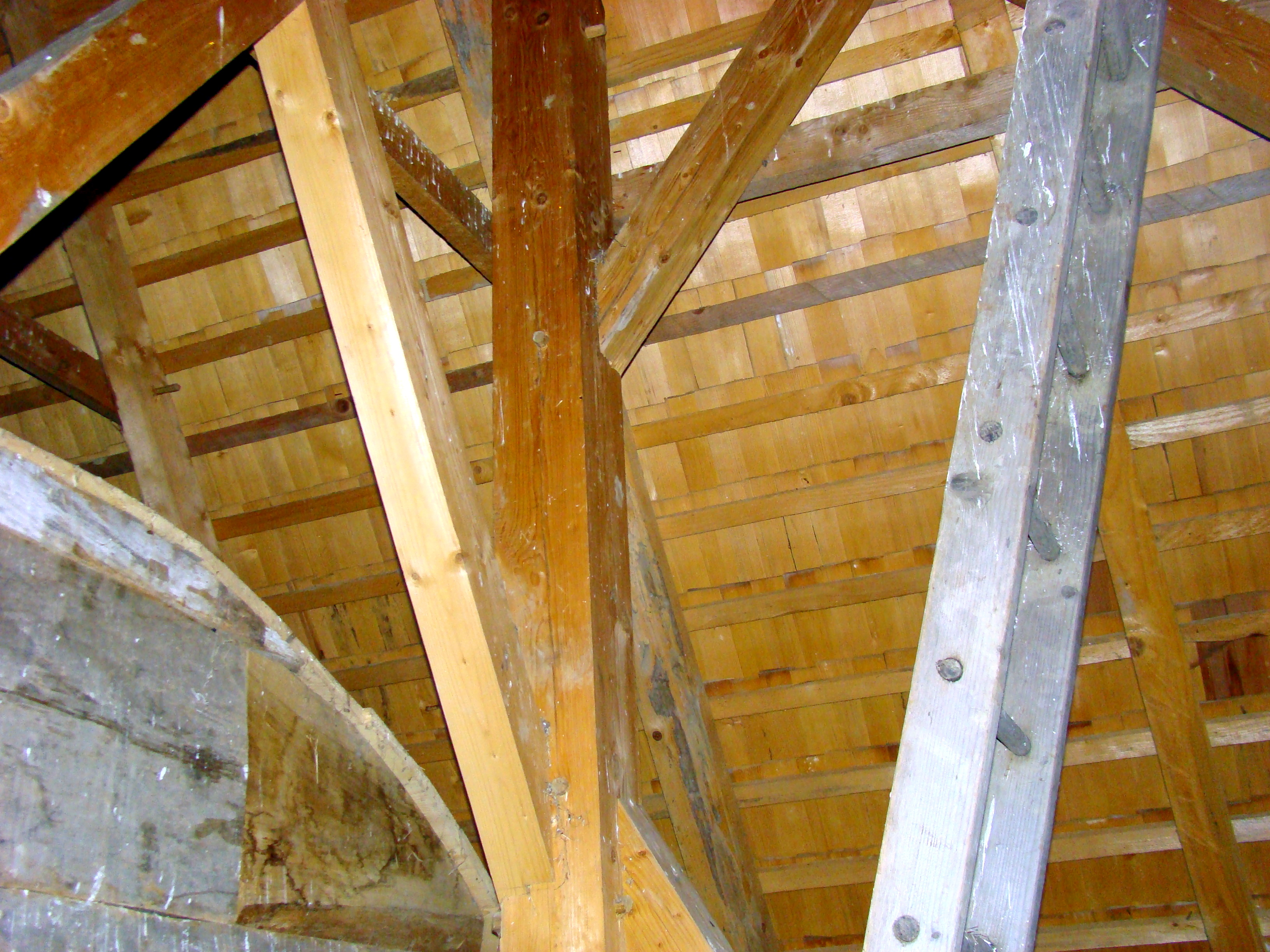
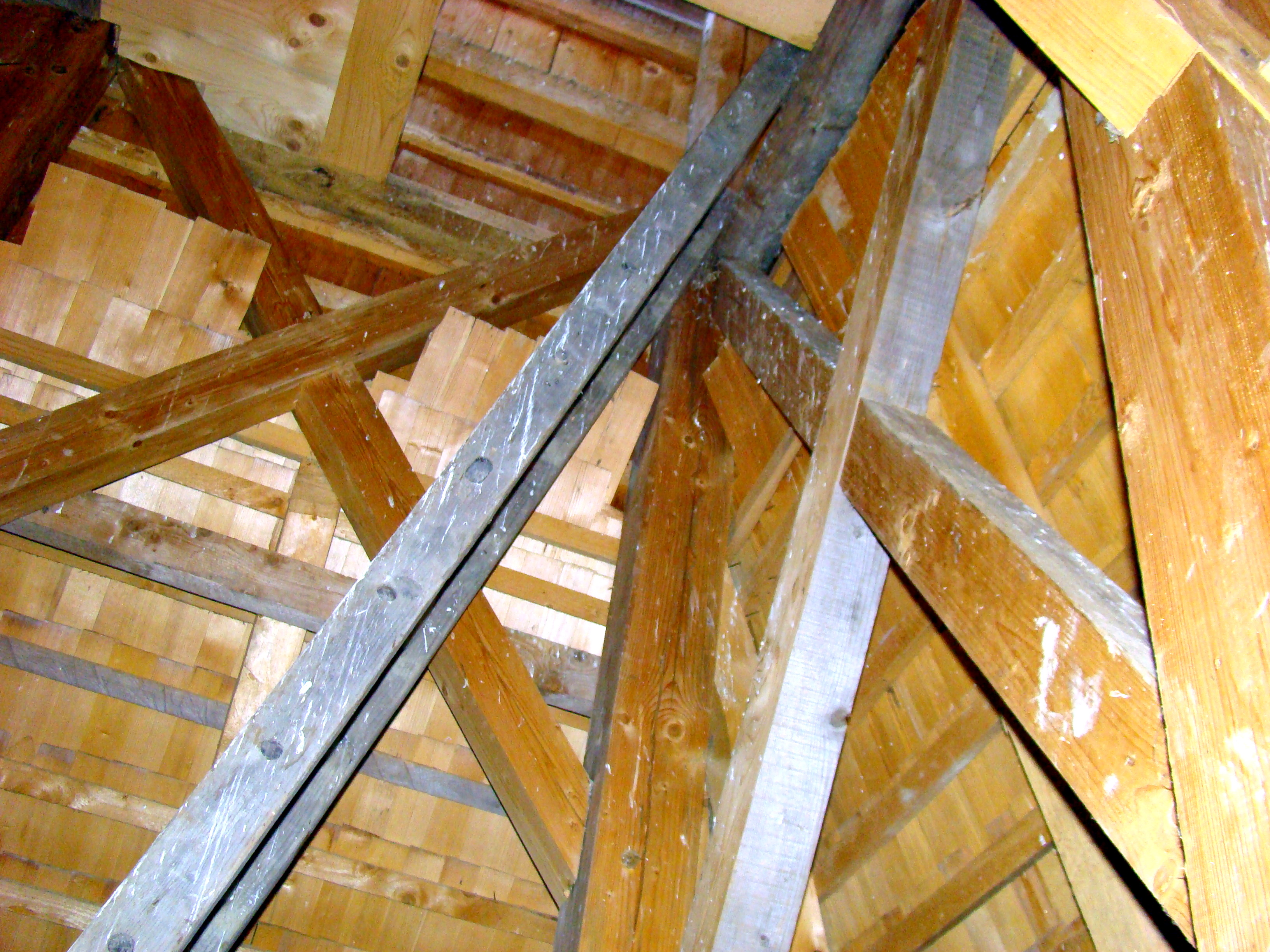
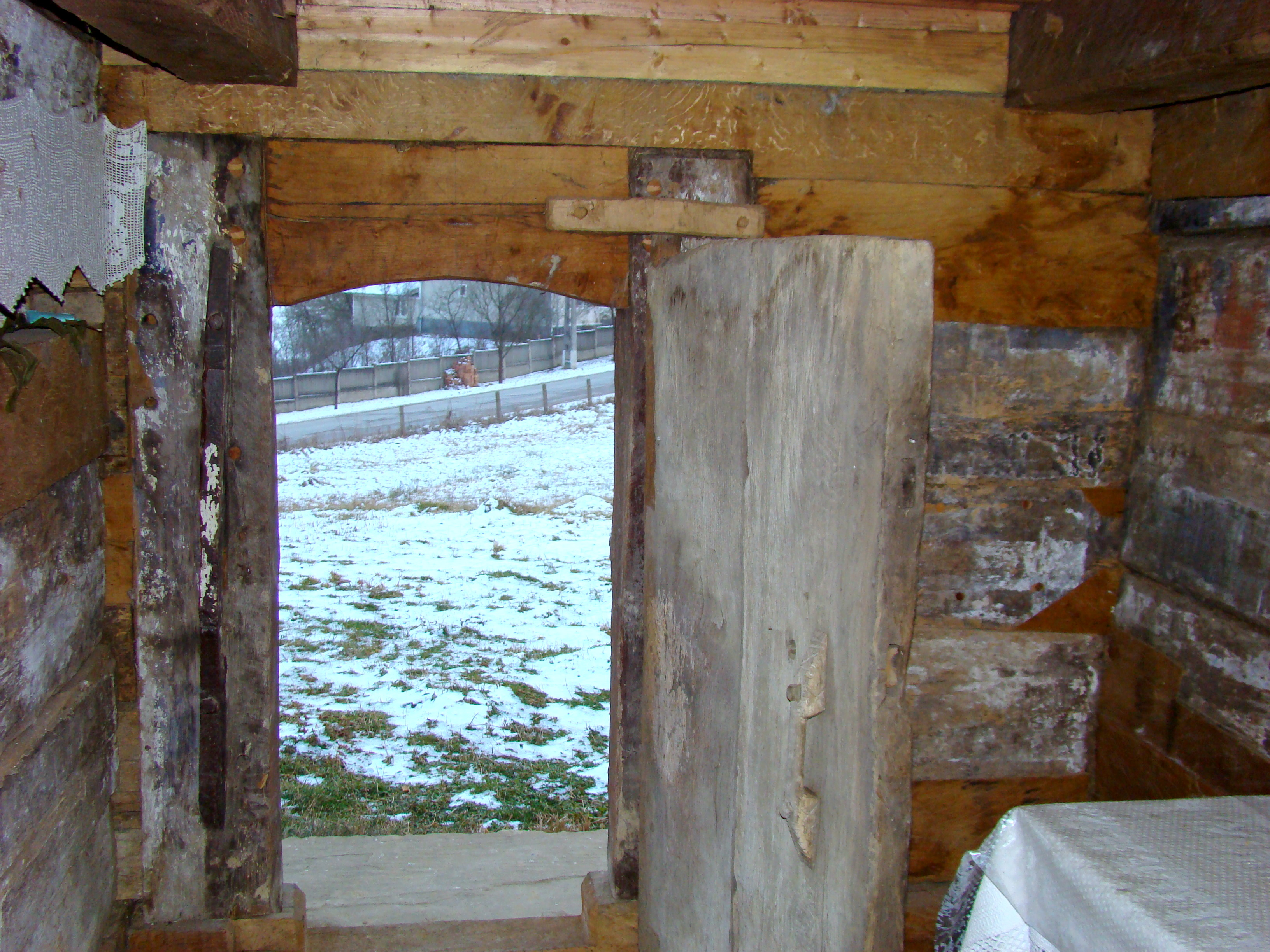
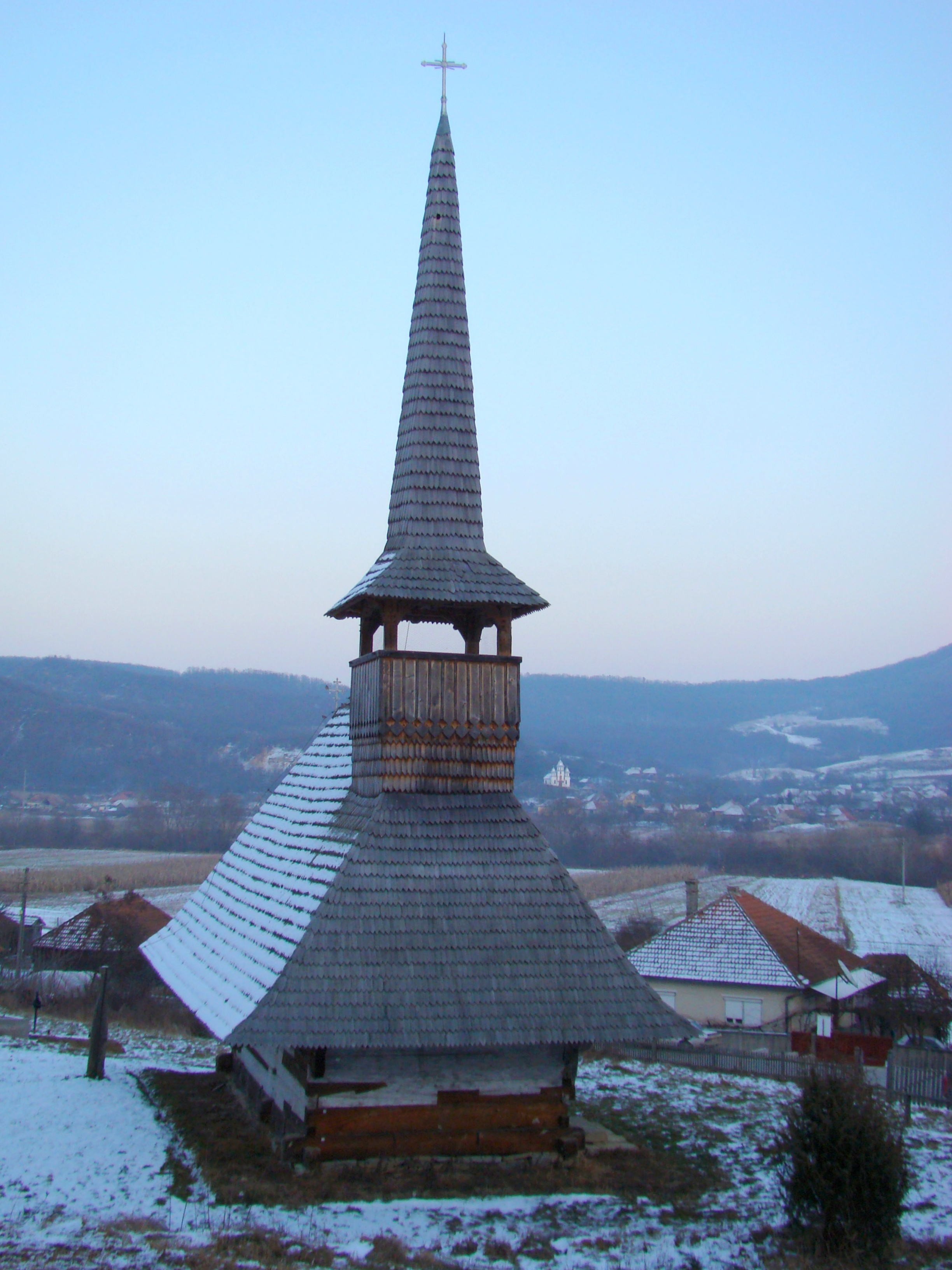
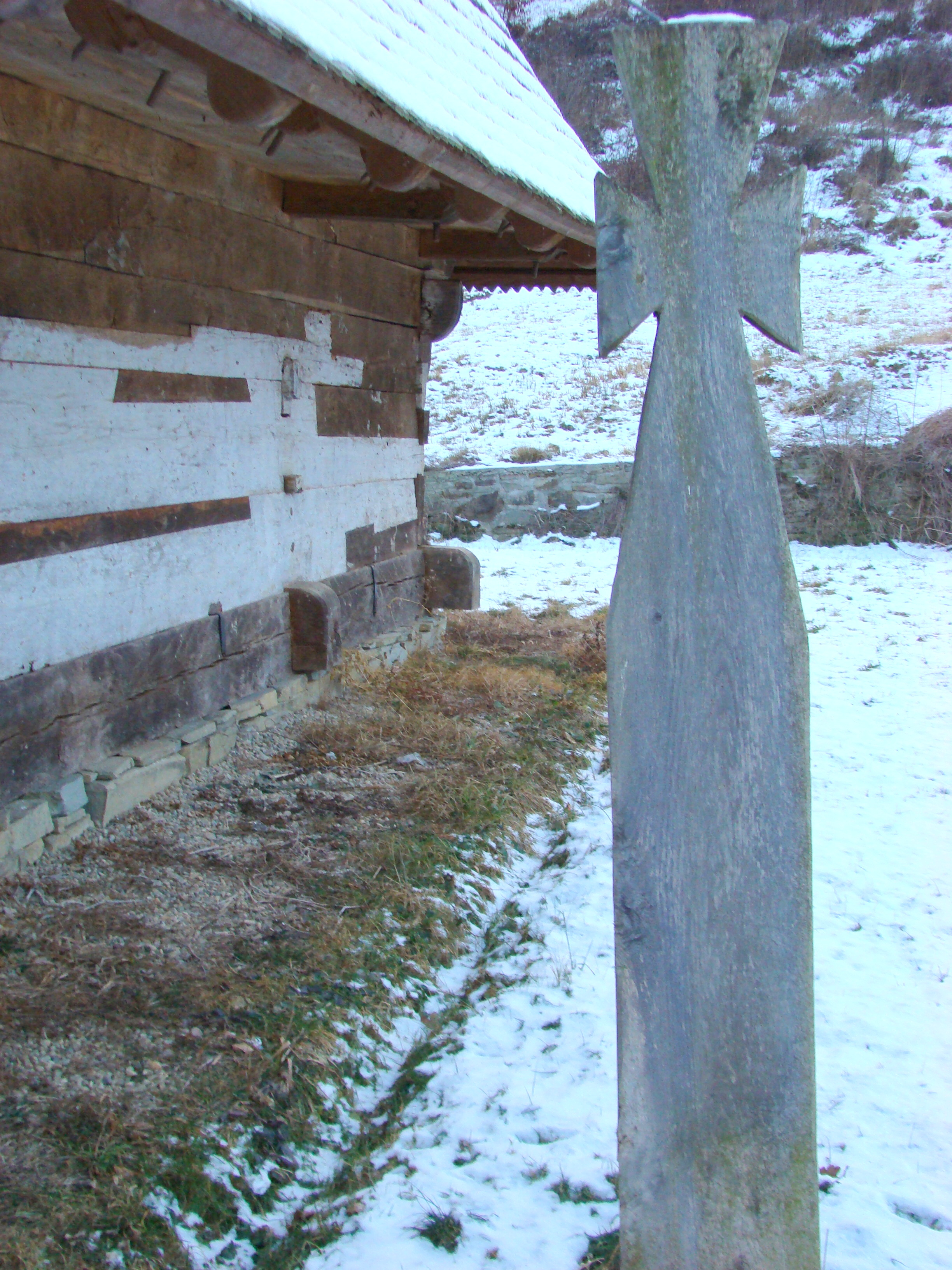
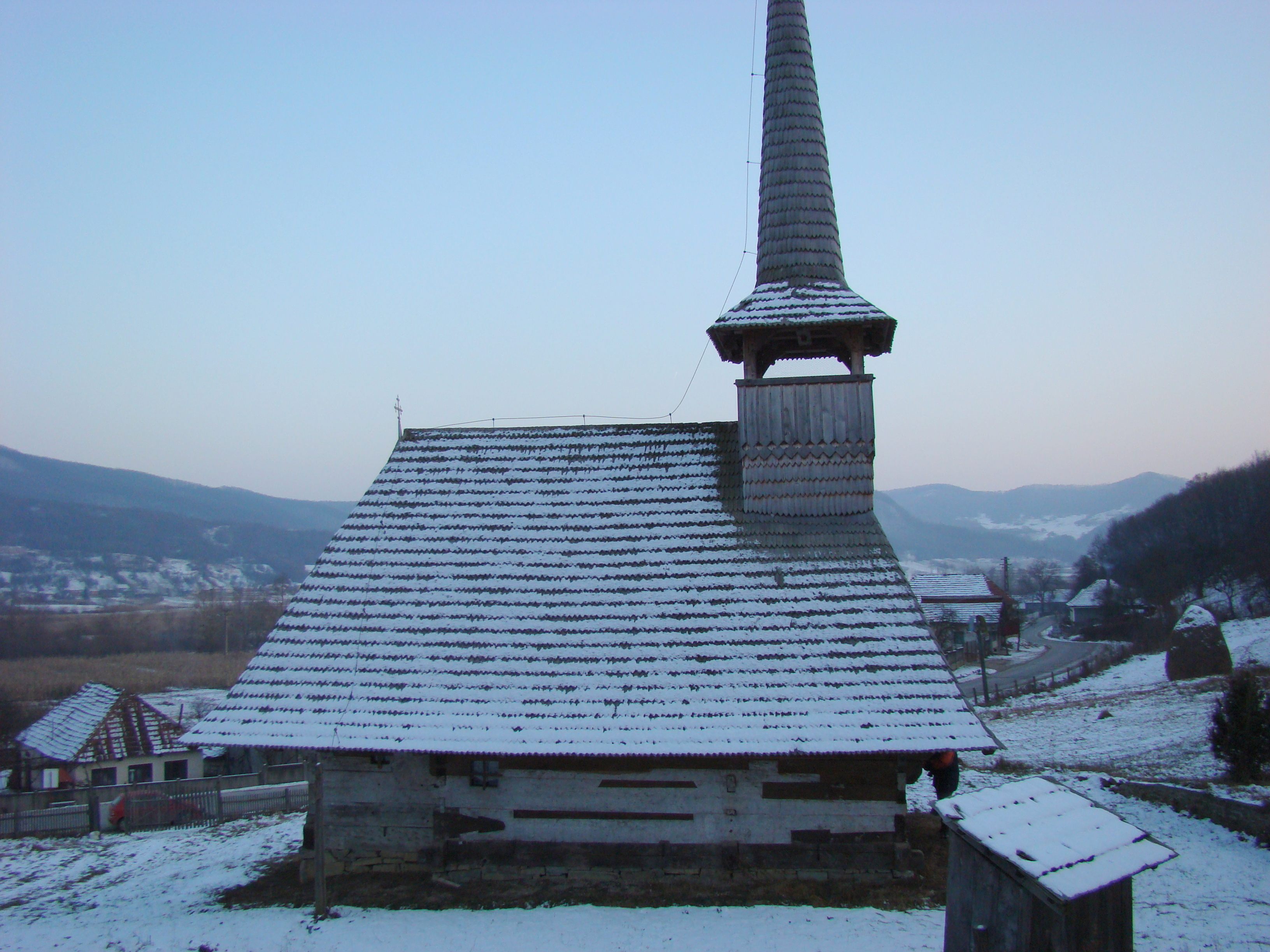
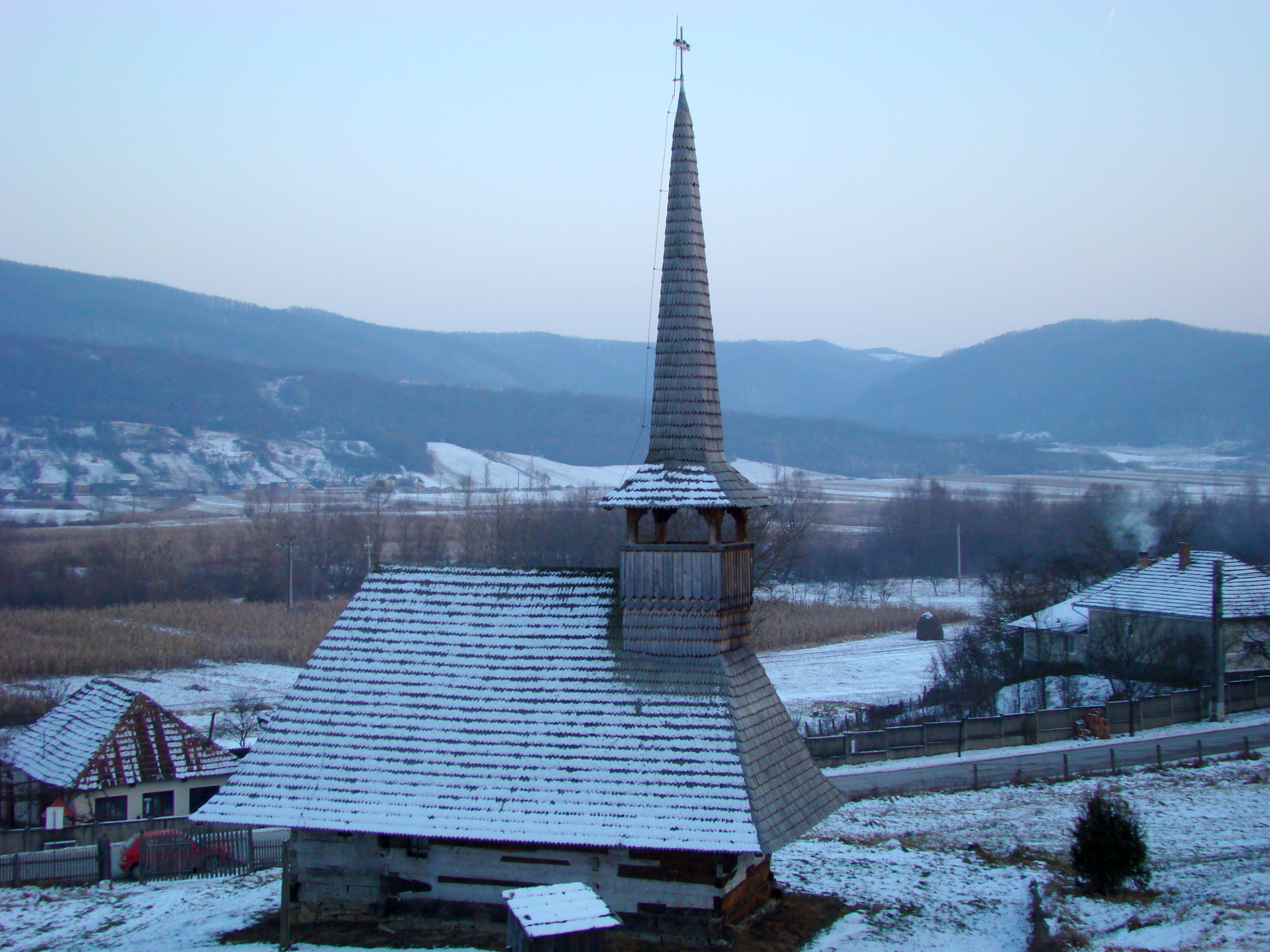
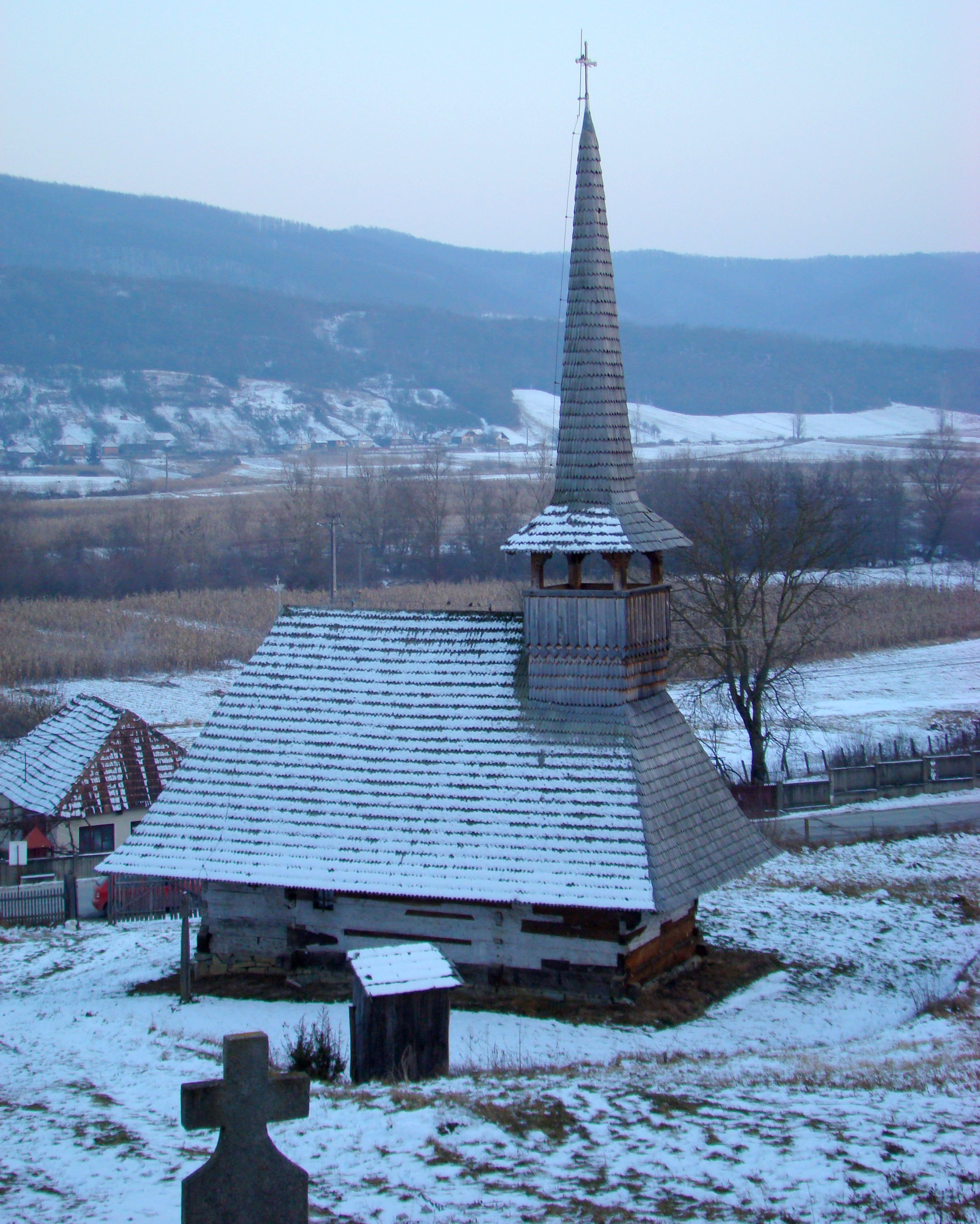